# هیدابورگ (آلاسکا)
هیدابورگ (به انگلیسی: Hydaburg) شهری در ناحیه سرشماری پرینس آو ویلز-هایدر ایالت آلاسکا است که جمعیت آن در سرشماری سال ۲۰۰۰ میلادی ۳۸۲ نفر بوده‌است.